# Raydemarkita
La raydemarkita és un mineral de la classe dels òxids. Rep el nom de Ray DeMark, un col·leccionista de camp de Nou Mèxic, qui va trobar l'espècimen tipus.

## Característiques
La raydemarkita és un òxid de fórmula química MoO₃·H₂O. Va ser aprovada com a espècie vàlida per l'Associació Mineralògica Internacional l'any 2022 i publicada en el mes de març de 2023. Cristal·litza en el sistema triclínic.
Les mostres que van servir per a determinar l'espècie, el que es coneix com a material tipus, es troben conservades al Museu Mineral de la Universitat d'Arizona, a Tucson (Arizona), amb el número de catàleg: 22717, i al projecte RRUFF, amb el número de mostra: r210023.

## Formació i jaciments
Va ser descoberta a les mines de Poe, situades al districte miner de Cookes Peak, dins el comtat de Luna (Nou Mèxic, Estats Units). També ha estat descrita a la mina Freedom núm. 2 del districte miner de Marysvale, al comtat de Piute (Utah, Estats Units). Aquests dos indrets són els únics de tot el planeta on ha estat descrita aquesta espècie mineral.